# Бучацька золототкацька мануфактура
Бучацька золототкацька мануфактура — ткацьке підприємство в м. Бучачі. Єдине в Західній Україні (можливо, у всій Україні), де виготовляли бучацькі макати, які отримали золоті медалі на виставках у Парижі, Чикаґо. Вироби в основному експортували.

## Коротка історія
Розташовувалося за тодішнім містом Бучачем на так званій «Папірні». Власники — дідичі Бучача графи Потоцькі. Діяло або від 1830-х років, або від другої половини ХІХ ст. до 1939 року. Засновник — граф Оскар Потоцький (1843—1913). На мануфактурі (згодом — фабриці) створювались високохудожні вироби на замовлення та продаж, у тому числі в закордонні художні салони. Основний матеріал — чистий індійський, китайський, японський шовк. Передвоєнна вартість однієї макати — від 150 до 200 $. Золотими і срібними нитками ткали:
- 2-сторонні килими (макати) та пояси,
- шовкові тканини для оббивки меблів,
- прошивки для декоративних подушечок, які оздоблювали вузькими орнаментальними смугами, а по кінцях — пишним рослинним орнаментом (гілки, букети тощо).

В орнаментальних композиціях поєднували місцеві народні мотиви зі східними. Серед провідних майстрів-ткачів — родина Нагірянських, зокрема: Володимир Іліянович (1855—1906), сини: Дмитро, Іван, Степан, Михайло, внуки: Володимир, Омелян, Станіслав, Порфирій; Ковдринів, Чекановських.
Перед приходом більшовиків у вересні 1939 р. останній дідич Бучача граф Артур Потоцький (1893—1974) дав на переховування до Бучацького монастиря ЧСВВ більше 20-ти макат. Дивом більшовики взнали про них, з Тернополя приїхав спецпосланець, забрав їх на переховання. Ткальню макат при більшовиках замінили на ткальню рушників.
Вироби експонували на виставках у Брукселі (1925), Парижі (1899, 1900, 1925), Турині (1911). Частину зберігають у МЕХП НАН України, Львівському історичному музеї, Національному музеї (Львів) та інших.